# Suicide en droit des accidents du travail français
Le droit français prévoit un régime juridique particulier pour le suicide en droit des accidents du travail.

## Le suicide survenu sur le lieu et à l’occasion du travail
En application de l’article L411-1 du code de la sécurité sociale, tout suicide ou toute tentative de suicide survenu au temps et au lieu du travail est présumé imputable au travail et qualifié d’accident du travail.

« Est considéré comme accident du travail, quelle qu'en soit la cause, l'accident survenu par le fait ou à l'occasion du travail à toute personne salariée ou travaillant, à quelque titre ou en quelque lieu que ce soit, pour un ou plusieurs employeurs ou chefs d'entreprise. »

— Article L. 411-1 du Code de la sécurité sociale 
Ainsi, il appartiendra aux salariés ou à ses ayants qui entendent s’appuyer sur cette présomption d’imputabilité, d’apporter la preuve par tout moyen que le salarié a été victime sur le lieu et à l’heure de son travail, de ce suicide ou cette tentative de suicide.
Cette présomption d’imputabilité pourra être renversée si la preuve est apportée que cet évènement a une origine étrangère au travail.
Ainsi, l’employeur ou l’organisme de sécurité sociale pourront démontrer que le suicide ou la tentative de suicide n’est pas un accident du travail en apportant la preuve que l’évènement a une cause étrangère au travail (comme un état dépressif préexistant). 

« Mais attendu que la cour d'appel, appréciant les éléments de preuve qui lui étaient soumis, a retenu, hors toute dénaturation du rapport d'expertise, que la lésion mortelle, due à une rupture spontanée d'anévrisme de l'aorte abdominale, avait exclusivement pour origine un état pathologique préexistant, évoluant pour son propre compte, sans aucune relation avec le travail ; qu'elle en a déduit à bon droit que le décès ne relevait pas de la législation sur les risques professionnels ; »

— Cass. 2e civ., 6 avr. 2004, no 02-31.182 

« Mais attendu que si l'employeur peut contester la décision de prise en charge de la Caisse, il lui appartient, comme à cet organisme, de détruire la présomption d'imputabilité qui s'attache à [tout accident du travail] [...], survenue [...] au temps et au lieu du travail en apportant la preuve que cette lésion a une cause totalement étrangère au travail; »

— Cour de cassation, Chambre sociale, Arrêt nº 509 du 24 mars 1986, Pourvoi nº 84-16.764 

## Le suicide survenu en dehors du temps et du lieu de travail
Lorsque le suicide ou la tentative de suicide survient hors du temps et du lieu de travail, la présomption d'imputabilité est écartée. Il revient alors à la Caisse primaire d'assurance maladie ou au salarié ou ses ayants droit d’établir que le travail est à l’origine de cet évènement pour qu’il soit qualifié d’accident du travail.
La jurisprudence a ainsi reconnu à plusieurs reprises l’accident du travail, dans le cas de suicide ou de la tentative de suicide survenu lorsque le salarié se trouvait à son domicile, dès lors qu'il était établi que cet acte était survenu par le fait du travail,. 

« Mais attendu qu'un accident qui se produit à un moment où le salarié ne se trouve plus sous la subordination de l'employeur constitue un accident du travail dès lors que le salarié établit qu'il est survenu par le fait du travail ; »

— Cour de cassation, civile, Chambre civile 2, 22 février 2007, 05-13.771 

## Engagement de la responsabilité de l’employeur

### Reconnaissance de la faute inexcusable
Conformément à l’article L452-1 du code de la sécurité sociale la faute inexcusable de l’employeur pourra être retenue lorsque ce dernier a manqué à son obligation de sécurité dès lors qu’il avait ou aurait dû avoir conscience du danger auquel était exposé le salarié et qu’il n’a pas pris les mesures nécessaires pour l’en préserver.

« Mais attendu qu'en vertu du contrat de travail le liant à son salarié, l'employeur est tenu d'une obligation de sécurité de résultat, et que le manquement à cette obligation a le caractère d'une faute inexcusable, au sens de l'article L. 452-1 du code de la sécurité sociale, lorsque l'employeur avait ou aurait dû avoir conscience du danger auquel était exposé le salarié et qu'il n'a pas pris les mesures nécessaires pour l'en préserver »

— Cour de cassation, civile, Chambre civile 2, 22 février 2007, 05-13.771 
Les ayants droit, la victime elle-même ou la CPAM peuvent rechercher cette conscience du danger de l’employeur et l’absence de mesures de protection.
La jurisprudence a ainsi retenu à plusieurs reprises, la faute inexcusable de l’employeur à l’origine du suicide ou de la tentative de suicide d’un salarié, comme à titre d’exemple, lorsque le suicide était causé par des conditions de travail fortement altérées. 

« Considérant en conclusion que confrontée à la dégradation de plus en plus marquée de la santé d'Antonio C... - s'agissant d'un ingénieur de haut niveau qui avait durant les quinze années précédentes toujours donné entièrement satisfaction à ses supérieurs hiérarchiques en raison de ses compétences techniques très appréciées et de l'importance des travaux réalisés tout en ayant déjà attiré l'attention sur l'existence de difficultés rencontrées en période de tension ou de forte pression dans l'exercice de ses fonctions (selon les déclarations effectuées par M. Kugler) -
la société Renault avait nécessairement conscience du danger auquel était exposé ce salarié en cas de maintien sur une longue durée des contraintes de plus en plus importantes qu'il subissait pour parvenir à la réalisation des objectifs fixés pour chacune des missions confiées et n'a pris aucune mesure pour l'en préserver ou pour permettre à son entourage professionnel d'être en mesure de mettre en place de telles mesures; »

— Cour d'appel de Versailles, 5ème Chambre, Arrêt du 19 mai 2011, Répertoire général nº 10/00954

### Reconnaissance de la responsabilité pénale de l'employeur
La responsabilité pénale de l’employeur peut être recherchée dans le cas du suicide ou de la tentative de suicide du salarié, et ce au titre de plusieurs chefs d’accusation.
Principalement au titre de l’homicide involontaire prévu aux articles 221-6 et 222-20 du code pénal sous réserve que le Ministère public rapporte la preuve d’une faute caractérisée de l’employeur, indépendante de l’acte final, ayant concouru à l’acte suicidaire.
Pourrons aussi être retenus :
-La provocation au suicide prévue à l’article 223-13 du code pénal ;
-La non assistance à personne en danger prévue à l’article 223-6 du code pénal ; 
-La mise en danger de la vie d’autrui prévue à l’article 223-1 du code pénal ;
-Le harcèlement moral prévu à l’article 222-33-2 du code pénal 

### Réparation de la victime ou de ses ayants droit
La réparation du suicide ou de la tentative de suicide, qualifiée d’accident du travail, est régie par le droit à la réparation de ces derniers et de la maladie professionnelle. 
La réparation n’est pas automatique, il est nécessaire d’en faire la demande à la CPAM.

## En cas d’accident de travail et en l’absence de faute de l’employeur
Deux situations sont à envisager : 
- Le suicide entraînant la mort du salarié
- Le suicide n’entraînant pas la mort du salarié

### Le suicide entraînant la mort du salarié
Dans ce premier cas, les conditions d’accès et le montant de l’indemnisation varient en fonction de la situation de l’ayant-droit par rapport à la victime :
- Conjoint
- Ex-conjoint
- Enfant
- Ascendant

Il est donc nécessaire de se renseigner en fonction de sa situation. 
L’indemnisation prend la forme d’une rente. La CPAM peut, sur demande, couvrir les frais funéraires du défunt et les frais de transport du corps. 
Les ayants droit peuvent aussi percevoir, sous conditions, un capital décès.

### Le suicide n’entraînant pas la mort du salarié
Dans ce second cas, plusieurs éléments interviennent. 
Tout d’abord, l’arrêt de travail entraîne des indemnités journalières (IJ) et sous conditions, des indemnités complémentaires de l’employeur. 
Si l’incapacité est permanente, que la victime a des séquelles physiques et morales, l’indemnisation se fonde sur le taux d’IPP, déterminé par la CPAM. Cela répare la perte de gain professionnel et son “déficit fonctionnel permanent”.
La fixation du taux d’IPP se fait au travers des critères : 
- Nature de l’infirmité
- État général de la victime
- Âge de la victime
- Facultés physiques et mentales de la victime, après son accident
- Aptitudes et qualifications professionnels de la victime

Ce taux est contestable par la victime ou par l’employeur et il peut être révisé dans le cas d’une évolution de l’état de santé. 
L'indemnité est sous forme de capital versé en une fois ou de rente viagère, versée chaque trimestre ou chaque mois,  son montant varie en fonction du taux d’IPP.  
L’indemnisation par le biais de ce régime est très en deçà de celle du régime de droit commun, c'est-à-dire le régime s’appliquant au dommage hors cadre de la relation salariale.

## En cas de faute inexcusable de l’employeur à l’origine de l’accident de travail
La faute inexcusable de l’employeur, très souvent caractérisée, majore la rente versée à la victime ou à ses ayants droit. Cela maximise l’indemnisation.
Au principal, caractériser la faute inexcusable permet à la victime de l’accident du travail ou à ses ayants-droit de réparer, indépendamment de la majoration, l’ensemble des préjudices subis,,. 
Ainsi, certains préjudices normalement exclus par la réparation des accidents du travail sont réparés, tels que les préjudices : 
- de souffrances physiques et morales
- d’esthétique et d’agrément
- résultant de la perte ou de la diminution des possibilités de promotion professionnelle
- lié aux dépenses d’aménagement du logement et du véhicule
- sexuel
- d’anxiété
- lié au déficit fonctionnel temporaire

Mais, les préjudices déjà réparés par l’indemnisation de la sécurité sociale (rente ou capital) ne peuvent faire l’objet d'autres indemnisations par ce biais, comme la perte d’emploi ou la perte de droits à la retraite,.

## En cas de faute intentionnelle de l’employeur à l’origine de l’accident de travail
La faute intentionnelle de l’employeur peut être recherchée devant le tribunal correctionnel. Caractériser cette faute permet à l’employeur d’être condamné, par exemple au titre de la provocation au suicide. Elle emporte les mêmes effets que la faute inexcusable de l’employeur.

## Enquêtes susceptibles d'être menées à la suite d'un suicide ou d'une tentative de suicide
Selon l’INRS, lorsqu’un suicide ou une tentative de suicide ont lieu sur le lieu de travail, la gendarmerie ou la police mènent systématiquement une enquête. Celle-ci a pour but de clarifier les faits pour ensuite permettre au Procureur de la République d’évaluer s’il y a lieu ou non d’engager des poursuites pénales.
L’inspection du travail va elle aussi obligatoirement effectuer une enquête. Les agents de l’inspection du travail vont alors recueillir des éléments ainsi que des témoignages permettant de constater d’éventuelles infractions de l’employeur au code du travail. Le cas échéant, le dossier pourra être transmis au Procureur de la République.
Par la suite, c’est aux agents de la CPAM de mener une enquête. Leur rôle est alors d’évaluer le caractère professionnel de l’acte et, le cas échéant, le reconnaître en tant qu’accident du travail<.
Enfin, et de manière facultative, la CARSAT, le CRAM, le CGSS ainsi que le CSE peuvent réaliser des enquêtes pour mettre en évidence les facteurs de risques auxquels les salariés de l’entreprise vont être exposés à la suite de l’acte suicidaire. Ces enquêtes s’inscrivent dans une logique préventive et permettent d’enjoindre l’employeur à prendre des mesures de prévention pour agir sur les risques dégagés par leurs recherches.

## Politique de l'entreprise en matière de prévention et d'analyse des causes
La prévention du suicide s’intègre au sein de la prévention des risques psychosociaux, eux-mêmes intégrés au sein de la prévention des risques professionnels. Les facteurs de risques à identifier sont les suivants:
- Charge de travail
- Relations de travail
- Tensions de valeurs (vie professionnelle / privée, qualité du travail effectué, travail empêché…)
- Changement au travail
- Harcèlement et violence au travail

La présence de ces risques fait intervenir plusieurs indicateurs:
- L’exigence demandée
- La charge émotionnelle
- L’autonomie du salarié
- Les rapports sociaux au travail
- Le risque économique lié à l’emploi (perte d’emploi, insuffisance de revenu)

D’autres signes peuvent être pris en compte:
- L’absentéisme de courte durée
- Le turnover important dû à des démissions
- Le taux d’accident du travail
- Les actes violents (contre soi-même / contre d’autres)
- Les visites au service médical

L’ INRS propose de mettre en place un pré-diagnostic pour identifier les problèmes puis établir un groupe de pilotage du projet de prévention, afin de mettre en œuvre un plan d’action. Ce dernier doit évoluer après chaque réalisation. 
De même, à l’instar du Québec ou de la Belgique, il est possible de mettre en place des "sentinelles", salariés de l’entreprise, formées à déceler l’émergence d’un mal être. Des projets de lutte contre le stress ou le harcèlement peuvent se combiner avec la lutte contre le suicide.
La postvention est essentielle. Elle peut prendre la forme d’une cellule de crise interne, de l’information "factuelle et claire", à l’oral, de la situation à tous les employés ou encore de la capacité de "ventiler" les émotions induites par l'événement traumatisant.